# Ainhoa Adin Jauregui
Pour les articles homonymes, voir Jauregui.
Ainhoa Adin Jauregui, (Irun, 22 octobre 1972) est une militante originaire de Gipuzkoa. En 2008, sur ordre de la juge Laurence Le Vert, elle fut arrêtée mais libérée deux jours plus tard sans inculpation.

## Biographie
Ainhoa Adin Jauregui est née en 1972. Les sources lui attribuent comme lieu de naissance Irun ou Saint-Sébastien.
Ainhoa Adin Jauregi est soupçonnée par la justice antiterroriste espagnole d'être liée au commando Ibarla, à qui elle attribue plus de 20 attentats, dont le meurtre du policier Eduardo López Moreno le 14 avril 1995 en Navarre et celui de l'Ertzaina Ramón Doral Trabadelo le 4 mars 1996 en Guipuzcoa.
Faisant partie des dix-neuf terroristes les plus recherchés par la justice espagnole, elle est arrêtée à Hendaye, la commune française où elle réside, le 29 janvier 2008 par la police française sur ordre du juge Laurence Le Vert,,. Le 31 janvier 2008, elle est mise en liberté pour charges insuffisantes[réf. souhaitée].
En 2017, un article de Crónica Global parle de la présence d'Ainhoa Adin Jauregui dans l'article de Wikipédia en français sur Saint-Sébastien, plus précisément de la section listant les personnalités liées à cette ville.

### Crédit
- (es) Cet article est partiellement ou en totalité issu de l’article de Wikipédia en espagnol intitulé « Ainhoa Adin Jauregui » (voir la liste des auteurs).

### Sources et bibliographie
- Jean Chalvidant, ETA : L'enquête, éd. Cheminements, coll. « Part de Vérité », octobre 2003, 426 p. (ISBN 978-2-84478-229-8)
- Jacques Massey, ETA : Histoire secrète d'une guerre de cent ans, Flammarion, coll. « EnQuête », février 2010, 386 p. (ISBN 978-2-08-120845-2)